# Campionati europei di sci alpinismo 2005
I Campionati europei di sci alpinismo 2005 sono stati la 3ª edizione della competizione continentale di sci alpinismo. Si sono svolti dall'1 al 5 marzo 2005 ad Andorra. 

## Podi

### Maschili
| Evento         | Oro                                                                        | Argento                                                              | Bronzo                                                         |
| Individuale    | Guido Giacomelli                                                           | Florent Perrier                                                      | Alexander Hug                                                  |
| Vertical       | Agustí Roc Amador                                                          | Florent Perrier                                                      | Mirco Mezzanotte                                               |
| Gara a squadre | Francia Grégory Gachet Florent Perrier                                     | Italia Graziano Boscacci Ivan Murada                                 | Svizzera Didier Moret Christian Pittex                         |
| Staffetta      | Italia Guido Giacomelli Dennis Brunod Manfred Reichegger Matteo Pedergnana | Svizzera Alexander Hug Christian Pittex Jean-Yves Rey Yannick Ecoeur | Germania Franz Graßl Toni Steurer Stefan Klinger Georg Nickaes |

### Femminili
| Evento         | Oro                                                                            | Argento                                                        | Bronzo                                              |
| Individuale    | Cristina Favre-Moretti                                                         | Gloriana Pellissier                                            | Isabella Crettenand-Moretti                         |
| Vertical       | Cristina Favre-Moretti                                                         | Gloriana Pellissier                                            | Barbara Gruber                                      |
| Gara a squadre | Svizzera Isabella Crettenand-Moretti Cristina Favre-Moretti                    | Svizzera Catherine Mabillard Gabrielle Magnenat                | Germania Judith Graßl Barbara Gruber                |
| Staffetta      | Svizzera Cristina Favre-Moretti Isabella Crettenand-Moretti Gabrielle Magnenat | Italia Gloriana Pellissier Francesca Martinelli Christiane Nex | Germania Judith Graßl Barbara Gruber Silvia Treimer |

## Medagliere
| Posiz. | Nazione  | Oro | Argento | Bronzo | Totale |
| ------ | -------- | --- | ------- | ------ | ------ |
| 1      | Svizzera | 4   | 2       | 3      | 9      |
| 2      | Italia   | 2   | 4       | 1      | 7      |
| 3      | Francia  | 1   | 2       | 0      | 3      |
| 4      | Spagna   | 1   | 0       | 0      | 1      |
| 5      | Germania | 0   | 0       | 4      | 4      |
| Totale | Totale   | 8   | 8       | 8      | 24     |